# Історія Кролевця
Історія Кролевця починається з першої половини XVII століття. Його виникнення тісно пов'язане з польсько-московською війною 1609 -1618 рр. на Сіверщині. Головні завдання, що постали перед містом, відображені в його гербі, який в основних рисах зберігся до нашого часу: меч у руках архистратига Михаїла символізує захист польського  кордону від Московського царства, а терези — вказують на розвиток торгівлі в місті [Архівовано 12 травня 2014 у Wayback Machine.]. За більш ніж 400 років історії Кролевець, за винятком короткого періоду після заснування міста та протягом 1796-1803 років, завжди був центром адміністративно-територіальних одиниць (Кролевецької сотні, Кролевецького повіту та Кролевецького району). Досить важливим для історії Кролевця було його розташування на шляху з Києва до Москви, а також надання йому магдебурзького права польським королем Владиславом IV Вазою у 1644 році. Але той факт, що знаменитий Хрестовоздвиженський ярмарок в 1872 році був останнім, у тих великих масштабах попередніх років, а московські купці вже у 1873 році створюють Новоолександрівський ярмарок у Ромнах зумовив те, що місто втратило своє торговельне значення.

## Передісторія
У археологічному плані територія Кролевця вивчена недостатньо, але вже проведені дослідження дозволяють зробити певні висновки про поселення, що існували в його межах. За результатами археологічних розкопок 2000 року в Кролевці було виявлено рештки двох давньоруських поселень. Перше — датується ХІІ — початком ХІІІ століття і розташоване у південно-східному мікрорайоні Козин (Богокут). Друге поселення розташоване на північно-західній околиці Кролевця в мікрорайоні Подолове і має багатошарову структуру. Його найдавніший шар відноситься до доби енеоліту — ранньої бронзи та відноситься дослідниками до культури ямково-гребінцевої кераміки. У пізніших шарах знайдено житло колочинської культури, датоване серединою — другою половиною V століття, фрагменти посуду волинцівської та роменської культур, а також велику кількість уламків давньоруського посуду ХІІ століття . Новий культурний шар на північно-західній околиці Кролевця з'являється на початку XVII століття, коли, згідно з писемними джерелами, тут виникає село Подолове. Зв'язку між поселенням давньоруського та ранньомодерного періодів на території Подолова археологами не виявлено.
У XIX столітті було висунуто гіпотезу про те, що в часи Київської Русі на місці Кролевця розташовувалося літописне місто Зартий (або Заритий), яке під 1159 роком двічі згадується у Іпатіївському літописі:
|  | Того ж року ходив Ізяслав [Давидович до] Путивля на Олега на Святославича і стояв три дні коло города. Та, не досягнувши нічого, вернувся він до [города] Вира, звідки ото він і прийшов був. Та коли він прийшов до Вира, то виревці заперлися од нього і не пустили його до себе. Він тоді, звідти вернувшись, пішов у [город] Зартий і, перебувши тут, пішов назад, вернувшись у Вир… [Пізніше] В городі ж [Вирі] заперся був із княгинею Іван Ростиславич, а сам Ізяслав [Давидович] пішов був у поле. І, постоявши тут, рушили вони [ Святослав Ольгович і Володимир Андрійович] до [города] Заритого. А тут попаливши і багато лиха вчинивши, вернулися вони до себе. |

За однією із гіпотез, назва «Зартий» могла вказувати на місцевість «за Реттю», Філарет Гумілевський припускав, що місто Зартий розташовувалося біля пізнішого села Подолове, яке нині є мікрорайоном Кролевця. Проте, на початку ХХ століття місцевий історик  Олександр Гур’єв, писав: «на питання про те, чи було це місто [Зартий] на місці нинішнього Кролевця, дослідники дають заперечну відповідь». В. Б. Звагельський теж це підтверджує, вказуючи на найбільш вірогіднішу версію Ю. Моргунова, що городище у селі Миколаївка Буринського району й було залишком літописного Зартия .  Археологічні розкопки 2000 року також підтвердили негативний висновок Гур'єва: у центрі міста взагалі не виявлено слідів постійного проживання людей до XVII століття, а знайдені давньоруські поселення в мікрорайонах Козин і Подолове, на відміну від літописного Зартого, не були городищами.
Археологічні та літописні відомості вказують на те, що територія Кролевеччини була частиною племінного об'єднання сіверян. Після занепаду Київської Русі вона входила до складу Чернігівського князівства. У межах останнього в 1097 році виділилося удільне Сіверське князівство, до якого увійшла й теперішня Кролевеччина. Князівство було спустошене монголами в 1239 році, після чого запустіло. Якщо землі на південь від Сейму майже збезлюдніли аж до XVII століття, то північніше, де згодом постав Кролевець, де-не-де траплялися дрібні лісові поселення. Увійшовши до складу Великого князівства Литовського в 1355 році, Сіверщина в 1500 році окуповується військами  Московського царства в результаті державної зради новгород-сіверського князя Василя Івановича Шем'ячича. Після цього почалася історія московсько-литовських, а згодом і польсько-московських воєн за Сіверщину, яка в свою чергу тісно пов'язана із заснуванням Кролевця.

## Заснування

### Народний переказ
Про народний переказ заснування Кролевця вперше згадує Мойсей Любарський у 1862 році. Згідно з переказом, один із польських королів звів земляне укріплення, назване «Королівським замком». Від нього утворилася назва Кролевця.
Детальніше зміст легенди переказує Олександр Гур'єв, додаючи, що польський король, відірвався від своєї свити під час полювання та натрапив на дикого кабана. Його врятувала  варта, яка вчасно відшукала свого монарха. На місці події король наказав звести земляні укріплення, назвавши їх «Крулевським замком», звідси й пішла назва. Підтвердженням даного переказу О. Гур'єв вважав назву однієї із частин міста — «Замковище», а також незначні залишки колишніх укріплень.
Про зв'язок легенди з реальними історичними подіями свідчить назва міста (пов'язана з польським королем і юридично затверджена одним із них), наявність незавершених фортифікаційних споруд, про які йдеться в багатьох джерелах XVII-XIX століть, назва місцевості («Замковище») та висока імовірність перебування двох або трьох монархів Речі Посполитої в околицях міста. О. Гур'єв зазначає, що поблизу Кролевця міг бути Сиґізмунд ІІІ Ваза (який правив у 1587-1632 рр.). Його син Владислав IV Ваза, поки не зійшов на престол Речі Посполитої, але отримав Сіверщину в особисту адміністрацію за заслуги у війні проти Московського царства. Достеменно відомим є факт тижневого перебування в місті брата Владислава IV і його наступника Яна ІІ Казимира в січні 1664 року. Однак на той час Кролевець уже більше 25 років мав назву, і тому, цей король міг бути причетним хіба тільки до полювання, яке згадується в переказі.
Скоріш за все Кролевець був названий на честь Владислава IV Вази. Чи пов'язана назва з перебуванням короля в околицях міста — поки невідомо. Існує гіпотеза, що таку назву було дано через втрату Річчю Посполитою іншого міста, Кенігсберга — Кролевця Прусського.

### Дискусія про дату заснування
Для історії вік Кролевця досить невеликий, але дискусія щодо дати його заснування ускладнюється малою кількістю опрацьованих історичних джерел про регіон у XVII столітті та друкарськими помилками в перших опублікованих дослідженнях.

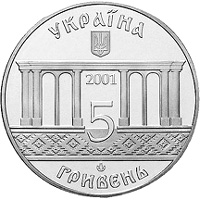
Ювілейна монета присвячена 400-річчю міста (аверс)

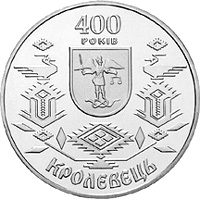
Ювілейна монета присвячена 400-річчю міста (реверс)

Офіційно датою заснування міста вважається 1601 рік. Саме до 400-річчя Кролевця Національний Банк України випустив ювілейну монету в 2001 році. Попри юридичне визнання, історики вважають гіпотезу про 1601 рік необґрунтованою і навіть результатом друкарської помилки. Ця дата наводиться у «Короткому описі Новгород-Сіверського намісництва» (1787 р.) Опанаса Шафонського, в якій на одне речення припадають відразу дві історичні помилки: «Початок свій [місто] отримало 1601 року, а 1646 року король польський Ян Казимир наказав вибудувати в ньому фортецю і назвав його Кролевцем». Оскільки Ян ІІ Казимир у 1646 році ще не був королем, бо правив у 1648-1688 рр., а Кролевець ще в 1638 році згадувався в документах під своєю власною назвою, правдивість інших досліджень О. Шафонського також під питанням. Хоча він не обґрунтовував свою тезу жодними посиланнями на першоджерела, проте, 1601 рік пішов і в пізніші публікації інших дослідників таких як М. Домонтович та В. Семенов. Також є фактом те, що до початку польсько-московської війни 1609–1618 років територія Кролевця перебувала під владою Московського царства, а до Речі Посполитої відійшла лише в 1618 році за умовами Деулінського перемир’я.
У середині ХІХ століття з’являється альтернативна дата — 1608 рік, яку повторює «Історико-статистичний опис Чернігівської єпархії». Проте, ця версія також не супроводжується деталями та посиланнями на першоджерела. Історик Олександр Лазаревський відносить заснування Кролевця до періоду після 1618 року, коли поляки під керівництвом королевича Владислава створювали лінію оборонних укріплень для захисту нового кордону — так званий «Путивльський рубіж». Близько 1625 року заново заселяються Ніжин, Борзна, Конотоп, Батурин. Так само могли б з’явитися поселенці і на місці Кролевця, від яких залишилися монети часів Сиґізмунда ІІІ, знайдені в 1889 році на Замковищі. 
До іншого часу, а саме в період між 1633 і 1636 роками — відносить заснування Кролевця Петро Кулаковський, обґрунтовуючи свою думку послідовністю польської колонізації Сіверщини, яка просувалася з двох центрів: Ніжина на півдні (під проводом Щасного Вишля) та Новгород-Сіверська на півночі (під проводом Єжи Понентовського).

Попри велику кількість варіантів, всі гіпотези про заснування Кролевця сходяться на тому, що місто виникло не раніше 1600 року і не пізніше 1638 року. Перша дата зумовлена тим, що у центрі міста перші залишки господарської діяльності, що знайшли археологи, з’являються лише в XVII столітті. Друга  —  пов'язана з першою документальною згадкою Кролевця в універсалі Якова Острянина, датованому 20 березня 1638 року (за старим стилем): 
|  | Не спеціфикуемъ ретельне тутъ того, что они, Ляхи, сіхъ недавніхъ временъ почавши, отъ літъ пяти, или шести (давнійшиі бо іхъ всі збродні и злиі учинки занехавши), аки не-Христіяне вамъ, православнимъ Христіянамъ, виброіли и учинили, а именно въ городахъ и повітахъ: […] въ Ніжинскомъ, Борзенскомъ, Прилуцкомъ, Варвинскомъ, Сребрянскомъ, Красноколядинскомъ, Конотопскомъ, Любецкомъ, Березинскомъ, Менскомъ, Сосницкомъ, Коропскомъ и Кролевецкомъ […] и во всіхъ инихъ, где тілько іхъ небачная и милости (на) народъ Християнский неимущая зоставала и зостаетъ консистенція. |

Універсал Якова Острянина  свідчить, що до 1638 року Кролевець уже отримав свою назву і став центром волості (повітів у Чернігівському воєводстві було лише два: Чернігівський і Новгород-Сіверський, тому в універсалі йде мова про дрібніші адміністративні одиниці воєводства — волості). Та місто ще не набуло стратегічного значення, оскільки відсутнє на «Спеціальній карті України» Ґійома Боплана, укладеній у першій половині XVII століття. Це підтверджують і спогади старожилів села Озаричі, записані у той час, про те, що в часи до Хмельниччини жителі навколишніх сіл, зокрема Подолова, були парафіянами церкви в селі Спаському, а торгувати їздили до Новгорода-Сіверського та Путивля, бо  «Батурина, Кролевця і Глухова тоді ще не було».

### Заселення
Про початкове заселення Кролевця історичних джерел досліджено мало, оскільки воно припало на період, коли Сіверщина була спірною територією, на яку претендувала як Річ Посполита так і Московське царство. Загроза постійної війни відштовхувало населення до втечі з вже існуючих поселень. Подальшу  активну колонізацію регіону другої половини 1620-х років перервала Смоленська війна 1632–1634 років, під час якої територія Сіверщини була теж  втягнута у військові конфлікти двох держав . Після укладення Поляновського миру та підтвердження приналежності регіону до Речі Посполитої, відбувається швидке формування Чернігівського воєводства та вживаються заходи по зміцненню його обороноздатності: засновуються нові міста, створюються сприятливі податкові умови для господарської діяльності, будуються фортифікаційні споруди.
Заснування міст відбувалося шляхом осаджування. Землевласник, отримавши угіддя в дар від польського короля разом зі своїми підлеглими організовано закладав нове поселення часто на місці старих городищ, зруйнованих під час попередніх воєн. Завдяки такому осаджуванню виник і Кролевець, проте існують розбіжності щодо імені його осадника. Різні першоджерела вказують або на Щасного Вишля або на Єжи Понентовського. Перший був королівським ротмістром, який за службу у польсько-московській війні 1609–1618 років отримав земельні володіння на здобутій поляками Чернігово-Сіверщині, а також обійняв посади ніжинського війта і новгород-сіверського капітана. Вишель своїм коштом здійснював активну колонізацію Сіверщини в другій половині 1630-х років, за успіхи в якій отримував додаткові землі. Натомість пік колонізаційної активності Єжи Понентовського, який відзначився у придушенні козацького повстання 1638 року, припадає на другу половину 1630 – початок 1640-х років. Осаджування Кролевця приписується Вишлеві одним польським офіцером у листі, написаному з Кролевця в березні 1664 року, проте, на Єжи Понентовського вказує королівська грамота 1650 року про передачу «слободи Кролевець… на ґрунтах Подолівських» ротмістрові Янові Сапєзі, а також королівська грамота про надання магдебурзького права Кролевцю в 1644 році. Кролевець могли осаджували двічі через розорення, що принесла із собою Смоленська війна. Спочатку це міг зробити Щасний Вишель до її початку, а після неї — Єжи Понентовський.
Заселення Кролевця відбувалося двома хвилями: перша припала на період до Національно-визвольної війни під керівництвом Богдана Хмельницького, а друга — під час та після неї. У першій — більшу частину поселенців складали вихідці з білоруських земель Великого князівства Литовського, які прибували з півночі через Новгород-Сіверський завдяки зусиллям Єжи Понентовського. Друга хвиля мала стихійний характер і йшла переважно з Правобережжя, починаючи з перших років Хмельниччини і до кінця Руїни. Більшість населення прибула з Волині, Острога та Житомира за гетьманування Богдана Хмельницького.

### Магдебурзьке право
У 1644 році король Речі Посполитої Владислав IV Ваза видав Кролевцю грамоту, яка гарантувала самоврядування на основі Магдебурзького права. Вона була адресована не громаді міста, а приватній особі — представнику Чернігівського воєводства. Цю функцію в 1643–1644 роках виконував Єжи Понентовський. Документ дозволяв землевласникові, 
|  | перед Річчю Посполитою мужу заслуженому, на прохання його за нинішнього обов'язку депутатського з воєводства Чернігівського під час сейму на ґрунті своєму Подолівському… в воєводстві Чернігівському, а повіті Новгородському місто осадити і назвати його від титулу королівського [Кролевець]. |

Метою було зміцнення кордону, тому на містян покладався обов'язок дбати про спокій у прикордонні, як і у випадку інших міст, наділених магдебурзьким правом за клопотанням приватних осіб-державців. Разом із магдебурзьким правом місту була надана печатка з гербом. На овальній печатці зображувався архистратиг Михаїл із терезами в лівій руці та мечем у правій, які символізували дві головні функції міста: торгівлю і захист кордону від Московського царства. Під ногами в архангела  —  звитий вузлом змій. Навколо печатки  — латиномовний напис: «SIGILLVM CIVITATIS REGII. SANCTE MICHAEL ORA PRO NOBIS», тобто «Печатка міста королівського [Кролевця]. Святий Михайле, молися за нас». У середині XVIII століття печатка була єдиним доказом привілеїв міста, бо королівську грамоту, скоріш за все, було втрачено раніше.

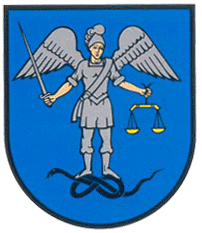
Герб Кролевця в XVII столітті

Завдяки королівській грамоті громада міста ставала суб'єктом самоврядування, яке здійснювалося виборними посадовцями: війтом і двома бурмістрами. Крім того, міській владі надавалася судова та фінансова автономія, виділялися муніципальні угіддя, створювалися податкові пільги для ремесел і торгівлі та передавалися права зі збору деяких податків. На відміну від більших міст Лівобережжя, Кролевець отримав обмежене самоврядування. Зокрема керівним органом міста був не магістрат, а ратуша, яка мала менші повноваження. Система самоврядування в місті не встигла укріпитися до появи козацької адміністрації, тому постійно втрачала повноваження на користь сотенного уряду. Після зміни польської влади на московську, міста з магдебурзьким правом намагалися отримати підтвердження своїх самоврядних прав від нового керівництва. Документи які б понижували статус Кролевця, поки невідомі для загалу. Міська влада продовжувала користуватися початковими символами, а саме печаткою з титулом польського короля та написом латиною. Початі фортифікаційні споруди пізніше занепали і не були завершені. Проте завдяки такій обставині Кролевцю вдалося уникнути розміщення московської залоги протягом XVII століття, але наприкінці XVIII століття це призвело до тимчасового пониження статусу міста до рівня посаду — торговельно-ремісничого поселення, яке не могло виконувати адміністративно-управлінських функцій. Джерела доходів кролевецької ратуші станом на 1723 рік:
1. орендна плата купців за винаймання міських комор під час ярмарків (близько 210 золотих);
2. почоповий збір із шинків під час ярмарків (близько 40 талярів);
3. покуховний збір із шинків та посполитих (рубль з кухви, а з кадки — гривня) поза ярмарками;
4. ківшовий збір під час торгів;
5. міра з ратушного млина.

При цьому податками не обкладалися шинки панів, а доходи з вагового та відеркового зборів, а також від воскобійні віддавалися церквам. Коштом своїх доходів ратуша утримувала службовців і виконувала корпоративні повинності кролевецького міщанства (постачала порох і свинець Кролевецькій сотні, худобу — ніжинському полковнику тощо). У XVIII столітті спектр компетенцій ратуші звужувався на користь сотенного правління, в якому провідну роль відігравала козацька старшина. Занепад самоврядування був тимчасово зупинений внаслідок утворення кролевецького магістрату (1782–1797 рр.) на базі ратуші. Проте, після того, як ратуша отримала статус нижньої ланки виконавчої вертикалі, тенденції руйнації самоврядування продовжились.

## Доба самоврядування (1644-1831)

### Сотенний центр (1650-1782)
Процеси, приведені в рух вибухом Хмельниччини, докорінно змінили роль та функції Кролевця в економічних і військово-політичних відносинах Східної Європи. Місто, яке лежало на прикордонні двох великих країн і засновувалося для розвитку торгівлі між ними та оборони кордону, через двадцять років переміститься в тилову зону Московського царства. Воно втримає за собою торговельну роль, але замість оборони кордону переорієнтується на підтримання комунікацій (пошти й транспорту) із новим південним та західним прикордонням Московського царства та на господарське забезпечення гетьманського двору. Як наслідок, зростатиме роль централізованої державної адміністрації, а міське самоврядування занепадатиме.

#### Десятиліття зростання (1648–1658)
На 1648 рік у місті ще тривала розбудова господарської та адміністративної інфраструктури. На початку 1640-х місцевий поміщик Миколай Маковський заклав млин на р.Свидні під Кролевцем. До міста завезли будівельний матеріал і почали зводити укріплення. Тоді ж було збудовано дерев'яну церкву св. Миколи Чудотворця та започатковано великий ярмарок, який мав міжнародне значення.
Через несформованість місто не було готовим до національно-визвольної війни, тому самостійної участі в подіях 1648 року не брало. В цей час шляхта Новгород-Сіверського повіту зібрала військо і призначила Єжи Понентовського його полковником. Однак новопризначений полковник не зумів заручитися підтримкою севського воєводи Московського царства, а самотужки не наважився протистояти козакам. Витіснення загонів шляхти з Лівобережжя та наплив біженців із Правобережжя, який збільшив частку козацького елементу в населенні міста, дали змогу вже в 1649 році організувати загін у складі Чернігівського полку, який у травні вирушив на з’єднання з силами Богдана Хмельницького в Київ, так що в місті залишилися тільки «найстаріші та наймолодші». Кролевчани ще не становили окремої військової частини, тому Кролевеччина не входила до складу Козацької держави, визнаної Зборівською угодою. Цього ж року під Збаражем загинув державець Кролевця Єжи Понентовський, розв’язавши руки прокозацьким групам міста, але, напевно, позбавивши місто магдебурзької грамоти, яку тримав у своєму архіві.
Починаючи з 1650 року в місті формується козацька адміністрація та структура сотенного центру. Її очолює місцева еліта з-поміж колишньої дрібної шляхти та духівництва, зокрема поміщик Миколай Маковський, котрий обіймає посаду міського отамана, та виходець зі священицької родини Федір Іванович Попович, котрий стає сотником. У цей час (5 липня 1650 року) у далекій Варшаві король Ян Казимир по смерті Єжи Понентовського та його дружини Катерини Вишневської формально передає Кролевець із належними до нього угіддями ротмістрові Янові Сапєзі, майбутньому коронному писареві, хоча реальної сили це рішення не мало.
За відсутності воєнних дій Сіверщина в часи Богдана Хмельницького із театру війни перетворюється на затишну гавань для біженців із Правобереження. Кролевець зростав чисельно. В 1654 році в місті присягу склали 92 козаки, 6 козацьких старшин і 175 міщан (загалом 273 особи). До присяги приводили тільки чоловіків-голів господарств, тож загальна кількість населення сягала близько 2000 осіб. Таким чином, за десять років користування магдебурзьким правом Кролевець у чисельному плані набагато перевершив давніші поселення місцевості — села Тулиголів, Алтинівка, Подолів і Чорториї, — і вже набув своєї характерної особливості — кількісного переважання вільних міщан над козаками.
Демографічне зростання змушує відкрити в місті ще одну церковну парафію та збудувати в центрі дерев'яну церкву Різдва Пресвятої Богородиці, яка згадується вже в 1655 році. В цей час у Кролевці вже існує школа при Миколаївській церкві. А в 1660 році ремісники міста засновують перший цех — кравців і кушнірів, — якому сотенний та міський уряд видав протекціоністський лист.

#### В епіцентрі протистояння міжВійськом ЗапорозькимтаМосковським царством(1658-1669)
Жваве зростання міста переривається загостренням відносин між Військом Запорозьким та Московським царством протягом 1658–1668 років. Спершу довкола міста починаються діяти заслані групи Мартина Пушкаря, який підняв промосковське повстання проти гетьмана Івана Виговського. В радянському викладі історії Кролевця підкреслювалося, що козаки міста нібито підтримали повстанців і виступили проти пропольської орієнтації гетьмана. Проте першоджерело, на якому базується це твердження, говорить лише про те, що Мартин Пушкар відправив своїх людей до Глухова та Кролевця і що вони вчинили багато грабежів. Для заспокоєння ситуації гетьман відрядив у бік московського кордону загін із 700 козаків, який 31 серпня 1658 року пройшов через Кролевець. Наступного року московський цар вдався до військових дій для дестабілізації ситуації в Війську Запорозькому, що призвело до Конотопської битви 29 червня 1659 року. Вторгнення московських військ супроводжувалося грабежем і руйнуванням міст Сіверщини. Не уник такої долі і Кролевець, тому в березні 1660 року ніжинський полковник Василь Золотаренко інструктував своїх послів до Москви просити в царя «слободи» (податкових пільг) для Кролевця через спустошеність військами.

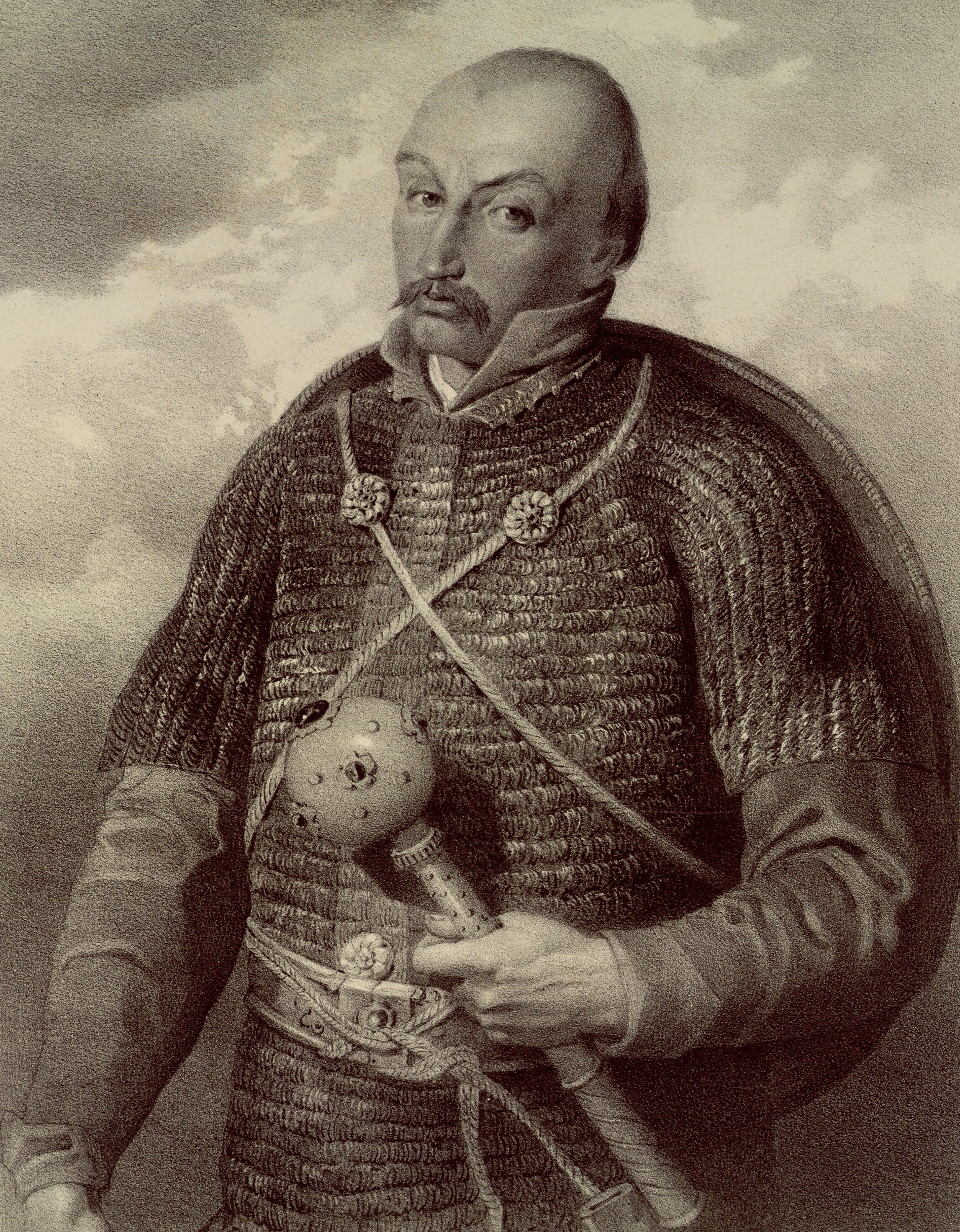
Ян Сапєга — останній польський державець Кролевця

Негативний перший досвід контакту з московськими військами позначився на поведінці міста під час походу правобережного гетьмана Павла Тетері на Лівобережжя в 1664 році разом із польськими військами під проводом короля Яна Казимира. Ці події збереглися в пам'яті кролевчан під назвою «ляхівщина». Коли польсько-козацькі війська, наступаючи з Остра на Глухів, підійшли до Кролевця, місто 23 січня добровільно здалося королеві. Ян Казимир простояв у Кролевці тиждень, «радячись зі своїми сенаторами про наступний воєнний похід». У ці дні містяни востаннє зіткнулися зі своїм польським державцем, адже із королем перебував коронний писар Ян Сапєга. Останній, за словами очевидця, поводився з містом «як зі своїм власним…, брав, що заманеться». В результаті місто, прагнучи позбутися поляків і запобігти помсті з боку гетьмана Брюховецького, надіслало останньому звістку про вихід основних сил поляків у напрямку Глухова, запросивши його напасти на польську залогу в складі однієї хоругви. Повністю перебивши польську залогу, козаки Брюховецького захопили посланця з королівськими грошима, котрий саме перебував у Кролевці, тим самим ще більше ускладнивши скрутне становище королівського війська під Глуховом.
Війна 1664 року завдала шкоди містові, тож не дивно, що Кролевець перелічений у списку спустошених міст, поданому канцелярією Брюховецького московському цареві в грудні 1665 року. Проте ніяких пільг місто не отримало. Мало того, воно не потрапило в перелік міст, яким Московські статті 1665 року підтверджували магдебурзьке право. Подальші промосковські дії гетьмана Брюховецького підірвали його авторитет на Лівобережжі, зокрема в Кролевці, який неприхильно ставився до посилення позицій московської влади. Не дивно, що в 1666 році серед містян знайшли відгук «прелесні листи» правобережного гетьмана Петра Дорошенка, який закликав об'єднати обидва береги Дніпра та звільнитися від влади московського царя. За повідомленням московських інформаторів, через ці листи населення Кролевця перебувало «в великом сумнении и в шатости». Такі настрої прорвалися в січні 1668 року, коли Іван Брюховецький розірвав відносини з Московським царством і пішов на союз із Кримським ханством і правобережним гетьманом. Кролевчани охоче підтримали дії гетьмана: масово вписалися в козаки, відмовилися платити податки та надавати вози і харчі царським гінцям, а самих гінців перехоплювали й обшукували. Невдовзі на Сіверщину рушили московські війська Григорія Ромодановського, які вчинили безпрецедентне розорення Кролевця. Лідерів повстання в Кролевці захопили й відправили в заслання до Архангельська. Масштаби руйнувань були такими, що коли новий гетьман Дем'ян Многогрішний підписував із Москвою Глухівські статті, то окремим пунктом домігся податкових пільг для розорених міст, зокрема Кролевець отримав максимально довге звільнення від податків — на дев'ять років. Також, за домовленістю між гетьманом і Москвою, навесні 1669 року із заслання в Архангельську було повернуто чотирнадцятьох лідерів антимосковського повстання в Кролевці.
Після 1669 року епіцентр військових протистоянь переміщується з Лівобережжя на Правобережжя. Місто не припинило боротьби проти московської влади, зокрема кролевчанин Кіндрат Данилів створив загін, який брав участь у антицарському повстанні Степана Разіна. В 1670 році його схопили царські війська і відправили до Москви, де після відрубування рук і ніг повісили. Проте основні зусилля населення після 1669 року зосередилися на господарській відбудові.

#### Відбудова і спокій (1669–1708)
За гетьманування Дем'яна Многогрішного, Івана Самойловича та Івана Мазепи ситуація на Сіверщині заспокоюється і життя регіону повертається в мирне русло. Завдяки стабільності продовжують прибувати переселенці з Правобережжя, але їх потік слабшає через появу міждержавного кордону на Дніпрі після Вічного миру 1686 року. Демографічне й економічне відновлення Кролевця після спустошень московськими військами відбувається здебільшого за рахунок населення прилеглих територій. До 1690-х років місто вже не тільки повернуло демографічні показники 1657 року, а й перевершило їх, як свідчить відкриття третьої церковної парафії — Покровської — в аграрному передмісті Кошуківка. На початку XVIII століття виділяється четверта парафія — Спасо-Преображенська — в ремісничому передмісті Довгалівка. Подвоєння кількості парафій свідчить про подвоєння населення між 1657 і 1720 роками.
Для сприяння розвитку ремесел кролевецький уряд у 1671 році видав лист на самоуправління вже другому цехові — слюсарському, ковальському, котлярському й гончарському. В місті продовжує розвиватися ярмарок, який щорічно відбувався у вересні і притягував купців із Московського царства, Речі Посполитої та Пруссії. Важливим чинником розвитку міста в цей період стало його віднесення до особливої категорії адміністративно-територіальних одиниць Гетьманщини — так званих «засеймських» сотень Ніжинського полку. Ці сотні — Воронізька, Глухівська, Коропська, Кролевецька, Новомлинська та Ямпільська — підпорядковувалися безпосередньо гетьманові в Батурині (потім – у Глухові), а не ніжинському полковникові, і виконували функції з обслуговування центральної адміністрації Гетьманщини: забезпечення варти центральних установ та охорони посадових осіб, постачання дворів посадовців харчами та робочою силою, надання коней та харчів проїжджим посадовцям і гінцям. У зв'язку з цим кролевчан менше залучали до участі у військових кампаніях, ніж жителів інших сотень. Зокрема в Чигиринських походах сотня втратила лише шість козаків — небагато порівняно з Конотопською сотнею, яка недорахувалася 78 козаків.

#### Під тягарем воєн (1708–1739)
Нові скрутні часи для Кролевця почалися в 1708 році, коли в Гетьманщині розгорнулася війна між козацько-шведськими військами та армією Петра І. Перебуваючи в самісінькому епіцентрі подій (з’єднання військ Івана Мазепи з Карлом ХІІ відбулося в сусідньому Коропі, а шлях на Батурин, взятий Александром Меншиковим 2 листопада 1708 року, лежав через Кролевець), місто, втім, уникло знищення. Проте насилля, приниження та грабіж з боку московських військ стали для нього звичним явищем. Через місто постійно їздили царські посланці та військові частини, які зверхньо ставилися не тільки до пересічних жителів, а й до козацької старшини. Неодноразово траплялися випадки побиття й словесних образ на адресу сотника, сотенного отамана та інших козацьких і міщанських старшин. Ще гіршим було життя для звичайних міщан і козаків, особливо після розквартирування в Кролевці московської військової частини, утримання якої стало ще одним із обов'язків міста на додаток до постачання харчів, возів, коней і волів гінцям.
В 1718 році в місті розміщувався полк Єропкіна, солдати якого постійно грабували місцеве населення — як міщан, так і козаків та старшин. Потерпаючи від такого беззаконня, кролевецька ратуша уклала 8-сторінковий реєстр грабежів, вчинених солдатами в місті за один лише рік, сподіваючись, що гетьман допоможе їм звільнитися від цього тягаря. Проте ситуація не змінилася. В 1721 році в Кролевці дислокувалися солдати полку Івана Бельцера в загальній кількості 5 офіцерів і 56 рядових. Це означало, що вони та їхні коні перебували на повному утриманні місцевого населення, яке й без того бідувало через інші повинності. Кролевчани неодноразово подавали сотнику скарги на дії московських солдат, які їх били та відбирали що-завгодно, але командир частини капітан Усов з сотником не рахувався. Звернення міського уряду до гетьмана також не мали успіху, оскільки гетьманська адміністрація не мала влади над фактично окупаційними військами.
Ще гіршим життя в місті стало після великої пожежі, яка сталася в серпні 1727 року, та наступної, яка вчинилася 5 вересня 1731 року (за ст.ст.). В результаті обох пожеж вигоріла центральна частина міста та деякі передмістя, постраждали три з чотирьох церков міста, загинули люди. Відновлення після цих руйнувань зайняло багато часу: лише в 1749 році було збудовано новий кам'яний собор Різдва Богородиці на місці згорілого дерев'яного. На відбудову Миколаївської церкви знайдуться кошти лише в 1751 році, а Покровська церква отримає нове приміщення аж 1782 року.
На перешкоді відбудові міста стали економічні злигодні другої половини 1730-х років, коли російський уряд розпочав війну з Османською імперією. Майже все незаможне здорове чоловіче населення міста в той чи той спосіб було залучене до воєнних дій або тилової роботи. Кролевецький уряд на вимогу Правління гетьманського уряду та російських воєначальників мусив постійно відправляти партії возів для армії, в населення безоплатно забирали волів (обіцяючи повернути або відшкодувати вартість пізніше), а велику кількість чоловіків відправили погоничами волів до тилових служб армії. В місті істотно зросла частка вдів, а населення почало тікати в села або на Слобожанщину. Козаки, намагаючись уникнути відправлення в армію, яке означало би повне розорення для їхніх господарств, продавали за безцінь землю, яку охоче скуповувала козацька старшина.

#### Утвердження поміщицького суспільства (1739–1782)

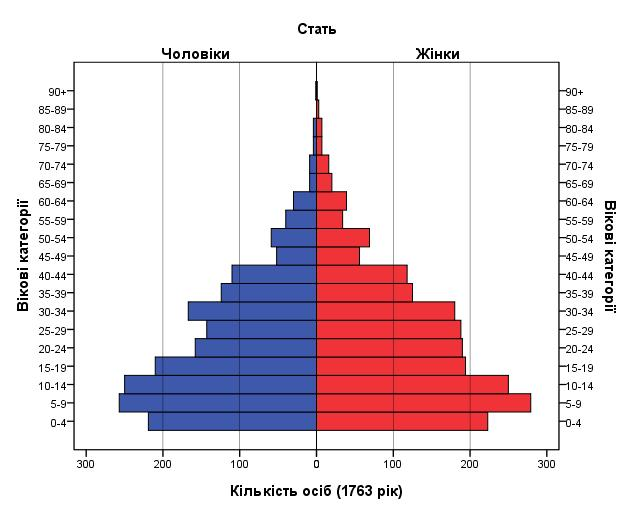
Статево-вікова піраміда населення м. Кролевець за даними сповідних розписів 1763 року

Занепадом ремісництва і дрібного козацтва скористалася козацька старшина, яка скупила сільськогосподарські угіддя під час війни 1735–1739 років. Найбільшого успіху в цій справі досягнув кролевецький сотник Григорій Огієвський, який на цілих тридцять років (кінець 1730-х – кінець 1760-х років) став своєрідним царьком у Кролевці. Довкола Кролевця зростали земельні володіння посадовців центральної адміністрації Гетьманщини та російських дворян. Багато рядових містян залишилося без засобів прожиття після лихоліть 1708–1739 років, тож мусили йти в підсусідки до місцевих поміщиків, тим самим потрапляючи в особисту залежність від них, яка з часом мала тенденцію переростати в кріпацтво. Міщани-ремісники зберігають за собою свободу, однак їхня роль у вирішенні місцевих справ занепадає. Порушується система виборності посадових осіб у міському самоврядуванні, а війтом міста на цілих п'ятнадцять років (1766–1780) стає представник козацького старшинського роду Петро Бутович. Наскільки фінансово ослабло міщанство видно з того, що кролевецькі церкви були відбудовані коштом місцевих поміщиків.
Протягом цього періоду місто 7 серпня 1744 році (за ст.ст.) відвідала імператриця Єлизавета Петрівна, прямуючи до Києва. У зв'язку з цим візитом в місті відремонтували центральний тракт та будинки. Проте занепалі органи самоврядування не могли дати ради пожежам у місті, які ще двічі — в 1751 та 1775 роках — спричиняли великі розорення, зводячи нанівець зусилля з благоустрою.

### Повітовий центр (1782-1831)
В 1781–1782 роках на території Гетьманщини російський уряд провів адміністративно-територіальну реформу, в результаті якої Кролевець, згідно з указами від 16 і 18 вересня 1781 року став центром повіту, який охоплював кілька колишніх сотень. У місті було закрито ратушу, а її функції здебільшого передано магістрату, яким керували виборні особи: міський голова, два бургомістри та чотири ратмани. Через цензові обмеження в 1790 році право голосу на виборах до магістрату мали лише 70 із приблизно 4600 жителів міста, з яких більше половини були міщанами, тобто підлягали юрисдикції цього органу. Магістрат мав юрисдикцію лише над міщанськими справами, тоді як дворяни, колишня старшина та кріпаки користувалися окремими становими органами для керування своїми справами. Станова система судової та адміністративної влади посилювала юридичне розшаруваня населення в місті. Колишня козацька старшина, зокрема Огієвські, Калиновські, Зубахи-Огінські, інтегрується в російське дворянство і стає частиною служилого стану, який отримує монополію на чиновницькі посади. Дрібніші козацькі роди, зокрема Стожки, Макаренки, Кобизькі та Заїки, — також спробували довести своє дворянство, однак на початок ХІХ століття їхні зусилля зазнали невдачі.
В Кролевці відновилося демографічне зростання. З близько 4 тисяч у середині 1760-х років його населення збільшується до 5 тисяч на початку ХІХ століття та майже до 6 тисяч у 1850 році. На зламі XVIII століття стається подія, яка надовго змінить демографічне обличчя міста та позначиться на його внутрішньому житті — поява єврейської громади. Для Кролевця представники неукраїнських етнічних груп були звичною річчю. Ще в XVII–XVIII століття у місті мешкали поодинокі турки, серби, греки, поляки, молдовани, євреї та московити. Але це були невеликі вкраплення серед загальної української маси населення. Коли в 1804 році через місто їхав до Києва призначений митрополитом росіянин Серапіон (Александровський), він не розумів української мови кролевчан. Однак чисельно вагома громада іншої етнічності була новим явищем для міста. Якщо близько 1800 року в усьому Глухівському повіті (частиною якого був Кролевець) нараховувалося 20 євреїв, то в 1816 році лише в Кролевці мешкало вже понад 300, а в 1834-му — понад 400. Як і деінде в Україні, кролевецькі євреї займалися переважно ремеслом і торгівлею.

Важливу роль у житті міста продовжували відігравати ярмарки, зокрема вересневий. Завдяки йому значна частина жителів міста здобувала засоби прожиття, здаючи житло на період ярмарку гостям міста, а також збуваючи свій крам. Близько 1800 року на ярмарок з'їжджалися купецтво: 
|  | греки, вірмени, євреїв і волохи, а також із Санкт-Петербурга, Москви, Тули, Калуги, Орла, Курська, Глухова, Ніжина, Стародуба, Києва, з різних польських міст, із Кизляра та Молдавії; з німецькими і різними європейськими товарами: шовковими, вовняними, хутряними, бакалійними, коріньковими, шкіряними, залізними й паперовими, з напоями, шампанським, бургонським, кіпрським, волоським і французьким винами, горілками: французькою вейновою та іншими. |

Хоч доходи від ярмарку поповнювали місцевий бюджет, Кролевець залишався містом із дерев'яною забудовою. Навіть державні установи містилися в будинках із дерева. Деякі з них, а також купецькі комори погоріли під час чергових пожеж у центрі 1804, 1811 та 1817 років, але на житлові квартали вогонь не перекинувся. Попри чималі доходи від ярмарку, які, до того ж, у першій половині ХІХ століття постійно зростали, місцева еліта, в якій уже повністю домінувало віддалене від виробничої діяльності дворянство, не скористалася можливостями, щоб поліпшити інфраструктуру міста та заохотити його промисловий розвиток. Як наслідок, починає даватися взнаки перенаселеність та брак зайнятості. В 1850-ті роки близько 230 економічно активних чоловіків-кролевчан отримували паспорти на виїзд, щоб працювати сезонними робітниками в інших місцях. Існування ярмарку перетворилося на своєрідну форму «ресурсного прокляття» для Кролевця.
Поступово роль самоврядних органів міста зводиться нанівень, аж поки їх остаточно не ліквідовує імператор Ніколай І у 1831 році, повністю підпорядковувавши місцеве життя централізованій державній бюрократії.

## Під владою дворян (1831-1917)
Друга половина ХІХ і початок ХХ століття для Кролевця характеризуються відстороненням непривілейованих груп населення (козаків, міщан і селян) від адміністративного й політичного життя, монополізованого дворянством, стиранням соціально-економічних відмінностей між козаками та міщанами, демографічним тиском, занепадом старої економічної основи доходів населення (ярмарку та сільського господарства) та падінням довіри до монархії та церкви.
У зв'язку зі скасуванням міського самоврядування влада на місцях повністю переходить до рук державних чиновників, якими ставали лише дворяни або купці. Саме ці дві групи повністю визначали економічний розвиток міста. Після 1864 року завдяки земській реформі міщани та козаки також отримали доступ до ухвалення рішень, але він був мізерним, тим паче, що земство мало вузькі повноваження, які поширювалися лише на питання благоустрою, освіти та здоров'я населення.
Неефективність чиновницького управління загострювалася невпинним демографічним зростанням. З менш ніж 6000 осіб у 1830 році населення міста зростає більш ніж у два з половиною рази до 16611 осіб у 1914 році (частково за рахунок поглинення сусідніх сіл). До певною міри таке зростання було наслідком діяльності земства з поліпшення здоров'я населення, зокрема боротьби з епідемічними хворобами. До земської реформи місто регулярно прокочувалися епідемії, які забирали життя багатьох дорослих та дітей. У 1848 році Кролевець постраждав від холери, в 1859-1863 роках місто зазнало чималих втрат від кору та віспи, а в 1872 році великої шкоди знову завдала холера. В багатьох випадках вимирали цілі родини. Висока дитяча смертність, характерна для доіндустріальних суспільств, також робила внесок у стримування демографічного зростання. Діяльність земства істотно поліпшила медичне обслуговування населення, однак через вузькі рамки компетенції цього органу не могла розв'язати вислідних економічних проблем — забезпечення зайнятості додаткового населення.
В ХІХ столітті стрімко занепадає дохідність економічної бази Кролевця — сільського господарства, ремесел та ярмарку. У 1780 році доходи населення забезпечувалися винокурінням і сільським господарством, а також здаванням в оренду житла та комор під час ярмарку. Поширеність винокуріння зумовлювалася високими витратами на транспортування надлишкового збіжжя до ринків збуту, від яких Кролевеччина та Чернігівщина загалом лежали далеко, тоді як спирт дозволяв отримати більший зиск із збіжжя, яке використовувалося для його виробництва. Поширення в ХІХ столітті промислових методів виробництва значно дешевшого спирту підірвало конкурентоздатність винокурного промислу кролевчан і позбавило їх відповідних доходів. Ще більшим ударом для міста стало переведення вересневого ярмарку в Ромни, яке сталося в 1873 році. В пік розквіту ярмарку, який припав на середину ХІХ століття, на нього з'їжджалися більше тисячі гостей, які потребували житла та комор для зберігання товарів. Крім оренди, кролевецькі ремісники отримували дохід, збуваючи на ярмарку свої вироби.
В другій половині ХІХ століття новим джерелом доходів для кролевчан стає ткацький промисел, зокрема ткання рушників, які скуповувалися для продажу заможними купцями, зокрема скупниками Єрмієм Риндіним і його сином Іваном. На останніх працювало близько 1800 ткачів міста, заробітки яких від цієї низькопродуктивної ручної праці були низькими — близько 30 копійок за день інтенсивної праці. Через відсутність перспектив багато кролевчан на межі ХІХ–ХХ століть виїхали на поселення на Далекий Схід, заснувавши в 1896 році в Приморському краї село під назвою Кролевець. Наявні промислові підприємства міста: горілчаний завод, паровий млин, круподерня, шкіряний завод і друкарня, — забезпечували мізерну кількість робочих місць  порівняно зі зрослою кількістю населення міста. Чоловіче населення наймалося працювати на заводах Шостки, Конотопа, Києва, Санкт-Петербурга та Москви.
Демографічний тиск, активізація революційних та реакційних партій і економічний застій міста розхитували соціальний порядок у Кролевці. Після Жовтневого маніфесту 1905 року в Кролевці відбувся масштабний єврейський погром, спровокований чорносотенними організаціями та поліцією. В 1897 році в місті мешкало 1815 євреїв, які становили 17,5 % населення міста, будучи другою за чисельністю етнічною групою після українців, яких налічувалося 8328 осіб (80 %) і значно перевищуючи наступну за чисельністю групу — росіян (208 осіб, тобто 2 %). Співжиття двох головних етнічних груп було «мирним і дружнім» до погрому, а те, що він відбувся, до того ж в один день із більш ніж сотнею погромів у інших містах України (22 жовтня за ст.ст.), було наслідком підбурювальної діяльності реакційних організацій та поліції, які залучали до участі в безладах безробітних молодиків — так само, як у пізнішому феномені «тітушок». До відповідальності було притягнуто 77 осіб, які нищили житло і майно євреїв за сигналом церковних дзвонів. Від імені позивачів — постраждалих євреїв — на судовому процесі в Кролевці виступав відомий юрист і правозахисник початку ХХ століття Арнольд Марголін — майбутній заступник міністра закордонних справ Української Народної Республіки.
На цьому неспокій не закінчився. 12 грудня 1905 року (за ст.ст.) натовп 150–200 селян навколишніх сіл, підбурений прибулими з Росії професійними революційними агітаторами, вирушив на повітову в'язницю під червоним прапором, вимагаючи звільнення політичних в'язнів. Демонстрантів, із-поміж яких хтось зробив постріл, розігнав прибулий загін козаків.
Економічна стагнація на тлі демографічного зростання тривала в місті до початку Першої світової війни. За роки війни населення Кролевця скоротилося більш ніж на 2000 осіб до 14 246 осіб.

## Революція і Громадянська війна (1917-1919)
В роки Революції та Громадянської війни Кролевець сильно постраждав від червоного та білого терору. Розташований близько до кордону з Росією, він легко ставав жертвою агресії з півночі. Важливим фактором більшовицької активності в Кролевці була наявність серед більшовицького активу кролевчанина Василя Роменця, котрий у 1917–1918 роках був головним комісаром Чорноморського флоту. Вперше більшовики здобули владу в місті 14 січня 1918 року. Однак у кінці березня відступили і перейшли до підпільної роботи під наступом австро-німецьких військ, із якими Українська Народна Республіка уклала угоду. Після падіння Гетьманату до міста 18 листопада того самого року вступили війська Директорії. Більшовики, скориставшись нестабільністю в Україні, пішли в наступ і 13 січня 1919 року знову захопили Кролевець. Містом прокочується перша хвиля більшовицького терору. Невдовзі після захоплення міста Кролевецький революційний комітет для залякування політичних опонентів постановив розстріляти найвпливовіших дворян міста. Постанову виконали вночі, роздягнувши на морозі і розстрілявши сімох осіб, зокрема повітового військового начальника, земського інспектора шкіл, міського голову, суддю, купця, лихваря й адвоката. У вересні 1919 року в більшовиків місто відбиває Добровольча армія, яка влаштовує свій терор: за кілька місяців страчує на шибеницях, поставлених у міському парку, близько 280 осіб. 12 листопада 1919 року 9-та кавалерійська дивізія остаточно повертає більшовицьку владу в місто.
Загалом через події 1917–1919 років населення міста зменшилося на 2,5 тисячі осіб, опустившись у 1920 році до 11 693 осіб — десь на рівень 1888 року. За весь період воєнного лихоліття 1914–1919 років кількість жителів скоротилася майже на 5 тисяч осіб: з 16 611 у 1914-му до 11 693 осіб у 1920-му роках. Повернутися до показника 1914 року Кролевець зможе лише через півстоліття протягом 1960-х років. Якщо за п'ятдесят років, що передували Першій світовій війні, населення міста зросло майже на 10 тисяч, то через п'ятдесят років після її початку воно було таким самим, як у 1914 році.
Найбільше від Червоної та Білої армій постраждали євреї, частка яких у населенні міста зменшилася майже на 3 % порівняно з 1897 роком. Меншою мірою зменшилася частка українців — лише на 0,5 %. Натомість частка росіян  зросла на 3,5 % досягнувши 5,4 %.

## Кролевець за радянської влади (1919-1991)

### Міжвоєнні десятиліття (1919-1941)

Собор Різдва Богородиці у стані руйнації (8-9 серпня 1932 року).

Насип зерна і сцена Будинку оборони в соборі Різдва Богородиці (8-9 серпня 1932 року).

Протягом перших років після закінчення Громадянської війни життя в місті не покращується. Націоналізовані промислові підприємства Кролевця відновлюють роботу повільно, державні органи в примусовий спосіб змушують населення здавати гроші на потреби Червоної армії та в рамках пропагандистської кампанії реквізують збіжжя для допомоги голодному населенню Поволжя, хоча самі кролевчани недоїдали. Темпи економічної відбудови пришвидшуються в роки НЕПу, завдяки чому в 1929 році в місті створюється артіль «Метал», на якій працювало близько тисячі робітників. Іншим великим працедавцем міста протягом 1930-х років стає артіль художньо-декоративного ткацтва «Відродження», в якій працювало 1072 ткачі.

Водночас у місті розкручується маховик репресій. Жителів передмість примусово заганяють у колгоспи, змушуючи здавати знаряддя праці та худобу і відбираючи землю. У 1929-1930 роках створюються колгоспи «Зірка» та імені Чубаря. Жителі міста в розпачі відпускали своїх коней на волю із антирадянськими записками, щоб не здавати їх у колгосп. Однак Голодомор 1932-1933 років остаточно зламав опір кролевецьких господарів. Велика кількість населення померла в 1932-1933 роках, особливо діти. За свідченнями сучасників у місті скрізь лежали трупи померлих з голоду. Масштаби смертності перевищували тисячу осіб: за 1926-1933 роки населення Кролевця, попри традиційно високу народжуваність, зменшилося на 1305 осіб (10 %). Зламані цим злочином влади, господарі-одноосібники остаточно здалися, створивши в 1933 році ще два колгоспи — імені 2-ї п'ятирічки та імені Горького. Всупереч пропаганді з новозаснованої в Кролевці газети «Колгоспне село», місто занепадало й деіндустріалізувалося, його економіка трималася переважно на примусовій низькопродуктивній і важкій ручній праці. За описом очевидця: 
|  | від березня 1933 до 1941 року Королевець перетворився в мовчазне, безлюдне, обдерте місто. Огорожі, ворота, хвіртки міщани попалили на огрівання. Дерев’яні крамниці на ярмарковій площі зникли, сама площа і міський сад заріс бур'яном і реп'яхами, у 1940 році навіть парашутна вежа, що нагадувала шибеницю, була вже напівзруйнована. |

Нова хвиля репресій у Кролевці прокотилася під час Великого терору в СРСР. У 1938 році в місті сфабрикували справу про терористичну групу націоналістів-контрреволюціонерів. Без суду шістьох чоловіків (переважно інтелігентів) було розстріляно 23 травня. Велику кількість колгоспників, службовців і робітників влада репресувала за індивідуальними справами. Всього в Кролевецькому районі в 1929-1933 роках було репресовано 222 осіб, а в 1937-1939 роках — ще 164. Із усіх репресованих за 1929-1955 роки 96-х було розстріляно, а 86-х засуджено до 10 років таборів.
Одночасно радянська влада розривала зв'язок міста з минулим. У процесі боротьби з церквою в місті ще в 1920-х роках закрили всі шість церков. Близько 1933 року було розібрано дерев'яні Покровську та Варваринську церкви, після чого дійшла черга до найвизначнішої пам'ятки Кролевця — монументального собору Різдва Богородиці. Спершу в ньому влаштували Будинок оборони, а 1934-1935 роках зруйнували. В 1936 році настала черга Миколаївської, яка стояла в місті з перших десятиліть його існування, та Георгіївської церков. Вціліла лише Спасо-Преображенська, з якої збили купол, а приміщення використовували в господарських цілях.

Статево-вікові піраміди населення Кролевця
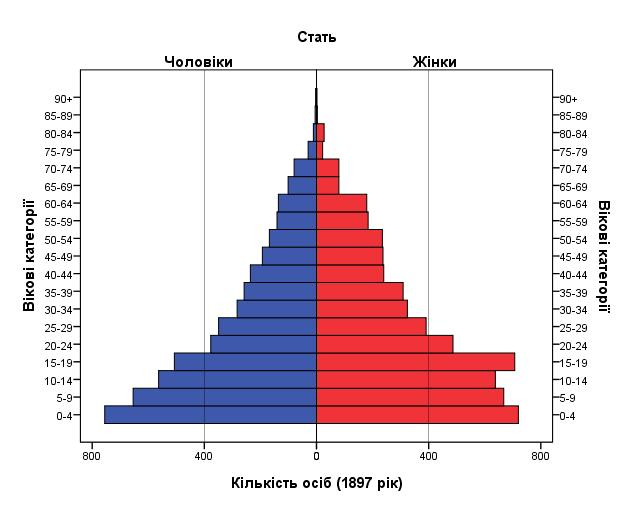
За даними 1897 року
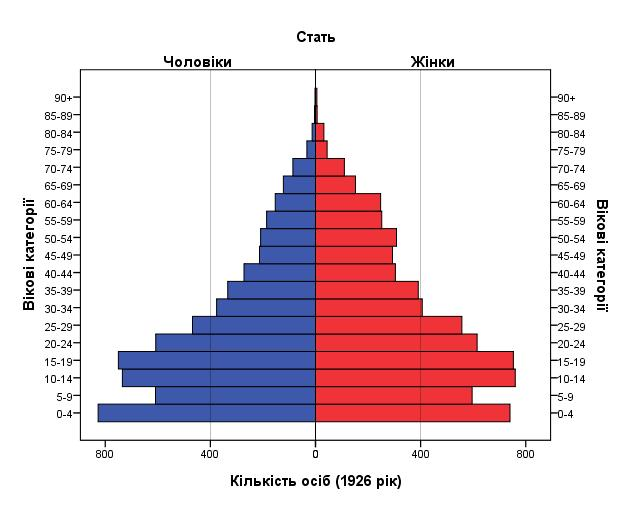
За даними 1926 року
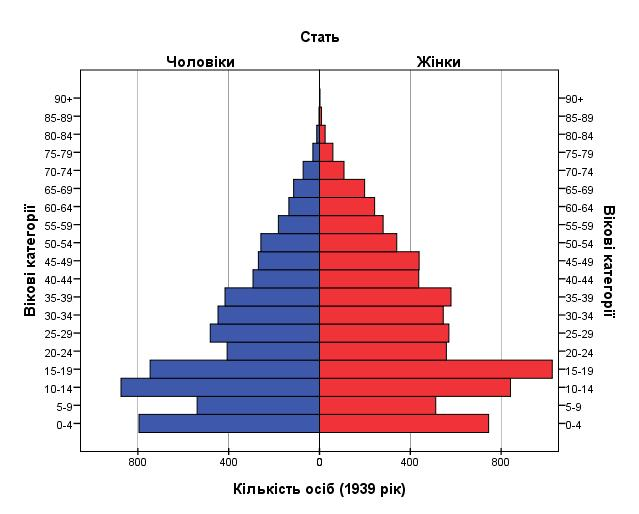
За даними 1939 року

Після катастрофічної смертності 1932-1933 років (особливо серед дітей) в Кролевці протягом 1933-1939 років відновлюється додатній приріст населення. За ці шість років кількість кролевчан зростає на 2320 осіб — як за рахунок природного приросту, так і втечі селян і хуторян у міста. Падіння народжуваності та зростання дитячої смертності у 1914-1919 та 1932-1933 роках залишили помітний слід на статево-віковій структурі населення.

### Війна і гітлерівська окупація (1941-1943)

Братська могила жертв нацизму

Бойові дії Другої світової війни прийшли в Кролевець 3 вересня 1941 року, але перше бомбардування і перші жертви сталися значно раніше — ще 18 липня. В серпні-вересні Кролевець ще кілька разів бомбардувала німецька авіація. Захоплення Кролевця Вермахтом відбулося в рамках завершальної стадії Битви за Київ. На момент наближення лінії фронту до міста Червона армія продовжувала панічно відступати. Органи влади заздалегідь евакуювалися, а довкола міста в лісах юрмилися групи часто беззбройних червоноармійців, які не мали зв'язку з командуванням і не знали, що робити: здаватися в полон, розходитися по домівках чи шукати свої частини. Місто захищала 293-тя стрілецька дивізія та 28-й механізований полк НКВС у складі 40-ї армії. Німецькі війська розпочали наступ на Кролевець зранку 3 вересня. Це була бойова група оберста Ґюнтера фон Мантойфеля, яка складалася з 1-го та 2-го мотострілецьких батальйонів 3-го моторизованого стрілецького полку, який входив до складу 3-ї танкової дивізії генерал-лейтенанта Вальтера Моделя XXIV моторизованого корпусу 2-ї танкової групи Гайнца Ґудеріана. Солдати Мантойфеля стрімко захопили залізничний міст через р.Реть у районі Подолова, але зіткнулися з танками 28-го механізованого полку НКВС на вулицях села. Поки тривав бій, інша частина групи Мантойфеля перетнула притоку Реті Ретик на північний схід від Кролевця біля однойменного села і також пішла в наступ на місто. Коли стемніло, Мантойфель завдав одночасного удару з двох боків і за півгодини до півночі, не зустрівши серйозного опору, увійшов у Кролевець. Уночі 2-й батальйон зачистив місто від залишків Червоної армії, і Кролевець рівно на два роки перейшов під німецький контроль — до 2 вересня 1943 року.
З перших днів німецької окупації і до 14 вересня в місті розміщувався командний пункт танкової групи генерал-полковника Ґудеріана, після чого командувач 2-ї танкової армії перебрався до Конотопа. Оскільки протягом періоду німецької окупації Сіверщина залишалася в безпосередній тиловій зоні Вермахту, на ній не було впроваджено цивільну адміністрацію і вона не ввійшла до складу Райхскомісаріату Україна, а веденням адміністративних справ займалася військова адміністрація. Хоча в Червоній армії панував безлад, радянські цивільні органи встигли ретельно підготуватися до відступу: на Кролевеччині було залишено підпільних працівників НКВС для ведення підривної діяльності, в лісах створено склади зброї, схованки та мінні поля. Завдяки цій підготовчій роботі Кролевецький партизанський загін зміг досить швидко розпочати дії проти німецької адміністрації. В лютому 1942 року він увійшов до складу партизанського з'єднання Сидора Ковпака і брав участь у всіх його рейдах. Залишені для підривної діяльності працівники НКВС мали розгалужену агентуру серед допоміжної поліції та інших низових ланок адміністрації, що їх німці набирали з-поміж місцевого населення. Використовуючи ці можливості, вони нерідко провокували і самі здійснювали каральні дії німців, щоб підсилювати їх ворожнечу з місцевим населенням.
Життям міста керувала Кролевецька ортскомендатура, а також новостворений орган самоврядування — магістрат на чолі з бургомістром. В місті впровадили комендантську годину з 18:00 до 05:00. Школи припинили роботу, а натомість у їхніх приміщеннях були створені шпиталі для поранених солдат. У Кролевці та районі розгорнувся терор проти цивільного населення, інколи спровокований радянськими підривниками. Зокрема 3 листопада 1941 року гітлерівці розстріляли 73 євреїв у Гайовому яру — тому самому місці, де, ймовірно, проводили розстріли більшовики в 1919 році. Повторний розстріл євреїв відбувся 24 листопада.
Під час німецької окупації в місті продовжувала працювали ткацька артіль, але обслуговувала переважно потреби місцевого населення, якому через знищення промисловості країни бракувало елементарних побутових речей.
У серпні 1943 року Червона армія наблизилася до Кролевця. Збираючись відступати, гітлерівці спалили промислові споруди, знищили залізничну станцію і вивезли цінні речі та сировину. 2 вересня в рамках Чернігівсько-Прип'ятської операції частини 60-ї армії генерал-лейтенанта Івана Черняховського та 8-ї мотострілецької бригади 9-го танкового корпусу взяли місто. До повернення органів влади містом керував комендант підполковник Яковлєв. Першим наказом військова влада розпорядилася відновити роботу промислових підприємств. 6 вересня 1943 року гітлерівська авіація востаннє здійснила наліт і бомбардування міста, в результаті якого були знищені деякі промислові об'єкти і загинули 8 осіб.
За роки війни Кролевець зазнав великих людських і матеріальних втрат. У лавах Червоної армії воювало 1263 кролевчан. 810 кролевчан загинули на фронті, 119 — в окупації, 563 були вивезені в Німеччину остарбайтерами. Від бомбардувань були знищені 143 будинки в місті, а їх мешканці на довгі роки відбудови залишилися без власного даху над головою. Ще 35 жителів району були заарештовані НКВС і відправлені до таборів протягом 1945–1955 років за різними політичними статтями, але насамперед — за співпрацю з гітлерівською владою під час перебування на окупованій території.

### Повоєнний період (1943-1991)
Повоєнний період в історії Кролевця характеризується інтенсивним демографічним зростанням та не менш інтенсивною індустріалізацією. Довкола міста діяло невелике українське підпілля, зокрема бойові групи УПА, з якими НКВС довелося боротися аж до 1948 року. Особливо повстанський рух активізувався під час голодомору 1946–1947 років. Деякі історики вважають, що діяльність таких підпільних груп на Сумщині перешкодила органам радянської влади в повному обсязі реалізувати на території області заходи, які призвели до масштабної смертності 1946–1947 років. Тому неприродна смертність тут була нижчою, ніж у інших областях Лівобережжя.
Першочерговим завданням радянської влади було відновлення сільськогосподарського виробництва та промисловості для постачання Червоної армії, яка ще півтора року вела бої на заході. Основний тягар цього завдання ліг на плечі жінок, адже через воєнну смертність чоловіків ще в 1959 році кількість жінок у Кролевці більш ніж на 2 тисячі (15 %) перевищувала кількість чоловіків. Більшість роботи, зокрема такі працемісткі й важкі процеси як збір урожаю, виконувалася ними вручну, оскільки передвоєнна техніка була або евакуйована або знищена під час відступу та бойових дій. Попри такі тяжкі умови в місті дуже швидко починають роботу старі підприємства і з'являються нові. Вже в 1944 році стали до ладу маслозавод, млин, друкарня, райхарчокомбінат, а також артілі цеглярів, торфодобувна, бондарів і шевців. На виконання воєнних замовлень працювала відновлена артіль «Метал». Частину робітників міста влада відправила на відбудову шахт Донбасу.
З 1950-х років починає поліпшуватися соціальна інфраструктура та обслуговування населення. Споруджується водогін, відновлюється і розширюється робота лікарні, поліклініки, пологового будинку, шкіл, технікуму художніх промислів. На початку 1960-х років кількість населення нарешті відновлюється до передреволюційного рівня. Місто електрифікується. Пришвидшується індустріалізація: на нових державних підприємствах – арматурному заводі, фабриці художнього ткацтва, заводі будматеріалів, торфопідприємстві, ремонтному заводі, багетній фабриці та консервному заводі, — працює дедалі більша частка трудових ресурсів міста. Протягом 1960–1970-х років у Кролевці виростають багатоквартирні житлові будинки. В 1971 році відкривається Музей історії м. Кролевець.
Інтенсивними темпами відбувається демографічне зростання. За 1959–1989 роки чисельність населення майже подвоюється. Якщо в 1959 році в місті мешкало 13 996 осіб, то в 1989 — 25 962 особи. Свого історичного демографічного піку місто досягає в 1991 році (бл. 26 500 мешканців), після чого починається демографічний спад, пов'язаний зі структурними економічними трансформаціями та закономірностями репродуктивної поведінки населення індустріальних суспільств.

## Період незалежності України
Роки незалежності України супроводжуються в Кролевці демографічним спадом, початок якого припав на рік розпаду СРСР. З 1989 року чисельність населення міста зменшилася на 2388 осіб до 23 574 осіб станом на 1 січня 2013 року (згідно з даними поточного обліку населення). В середньому населення скорочувалося на 100 осіб щороку. Паралельно з цим у зв'язку з структурними економічними перетвореннями, пов'язаними з переходом від командно-адміністративної до ринкової економіки, різко зменшується кількість робочих місць і закриваються державні підприємства, тож кролевчани дедалі більшою мірою вдаються до самозайнятості та індивідуальної підприємницької діяльності. Завдяки демократизації політичного життя в місті з'являються осередки політичних партій.
У 2000 році в місті відбудовано дзвіницю та баню Спасо-Преображенської церкви — єдиної вцілілої православної культової споруди міста.
У 2002 році в Кролевці розпочинає роботу соціально-гуманітарний факультет Глухівського державного педагогічного університету, який у 2010 році був перейменований на факультет педагогіки і психології.